# دردسر (فیلم)
دردسر (انگلیسی: Trouble) فیلمی در ژانر کمدی است به کارگردانی مک‌لین راجرز که در سال ۱۹۳۳ منتشر شد. سیدنی هاوارد و جورج کورزون از جمله بازیگران این فیلم بوده‌اند.